# 동방 정책 (인도)

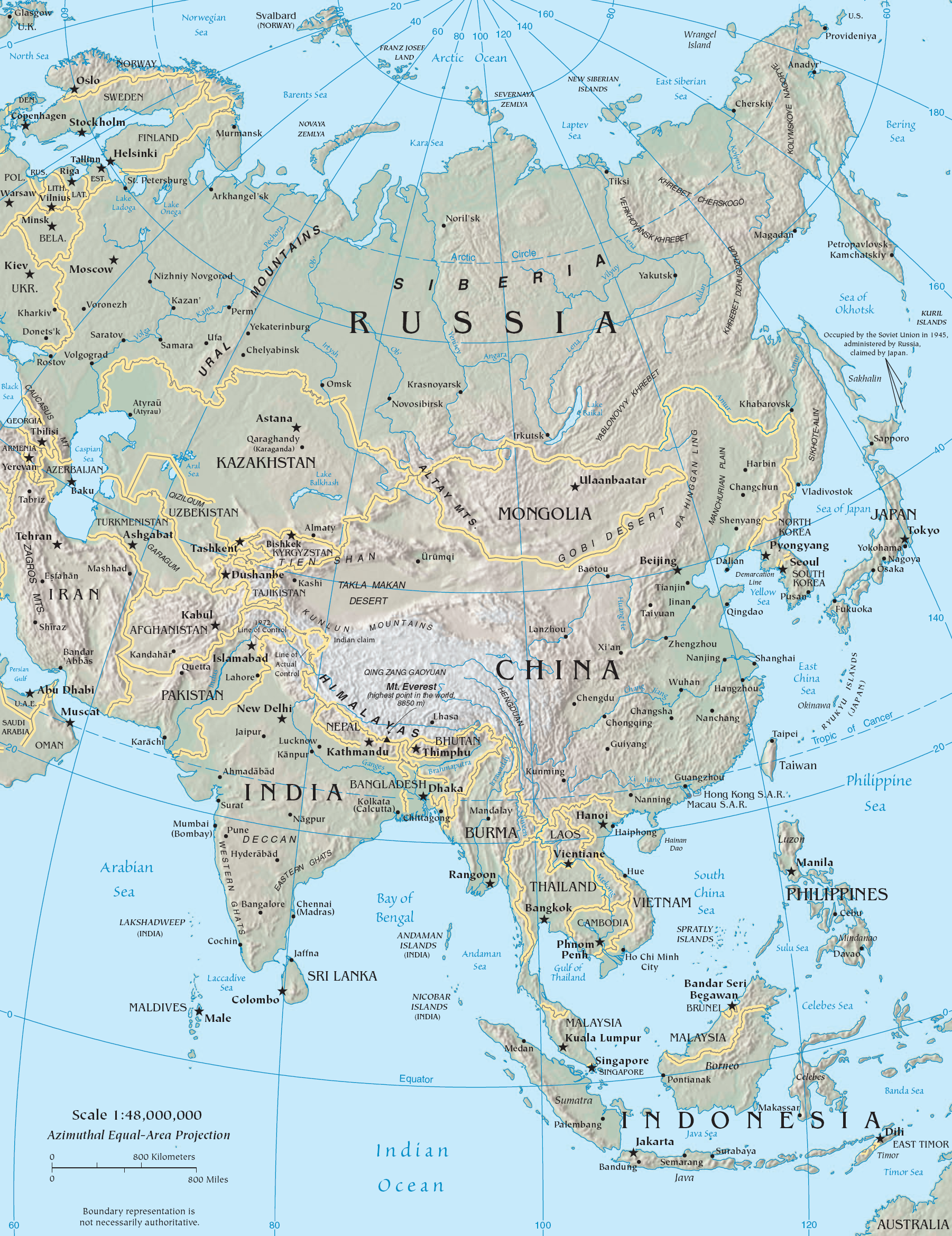
인도, 중화인민공화국, 그리고 동남아시아 국가들

동방 정책(Act East policy)은 인도 정부가 지역 강국으로서의 위상을 강화하고 중화인민공화국의 전략적 영향력에 대한 균형을 맞추기 위해 동남아시아 국가들과 광범위한 경제 및 전략적 관계를 구축하려는 노력이다.
1991년 P. V. 나라심하 라오 총리 (1991–1996) 정부 시절 동방 정책으로 시작된 이 정책은 인도의 세계관에 전략적 변화를 가져왔다. 이 정책은 아탈 비하리 바지파이 (1998–2004)와 만모한 싱 (2004–2014)의 연속된 행정부에서 철저히 추구되었다.
2014년, 나렌드라 모디 총리 행정부는 동방 정책의 후속 정책으로 행동 지향적이고 프로젝트 및 성과 기반의 동방 행동 정책을 발표하며 인도의 보다 적극적인 역할을 강조했다.

## 배경
1962년 인도-중국 전쟁 이후 중국과 인도는 남아시아와 동아시아에서 전략적 경쟁자였다. 중국은 인도의 이웃인 파키스탄과 긴밀한 상업 및 군사 관계를 맺고 네팔과 방글라데시에서 영향력을 놓고 경쟁했다. 1979년 덩샤오핑의 중국 집권과 그에 따른 중국의 경제 개혁 이후, 중국은 팽창주의 위협을 줄이기 시작했고, 그 대신 아시아 국가들과 광범위한 무역 및 경제 관계를 구축했다. 중국은 1988년 민주화 활동의 폭력적인 탄압 이후 국제 사회에서 소외되었던 버마의 군부 정권의 가장 가까운 파트너이자 지지자가 되었다. 대조적으로, 냉전 동안 인도는 동남아시아의 많은 국가들과 비교적 주저하는 관계를 가졌는데, 이는 그러한 외교 관계가 상대적으로 낮은 우선순위를 가졌기 때문이다.
인도의 "동방 정책"은 P. V. 나라심하 라오 (1991–1996)와 아탈 비하리 바지파이 (1998–2004) 총리 정부에서 개발되고 시행되었다. 인도의 경제 자유화와 냉전 시대 정책 및 활동에서 벗어나면서, 인도의 전략은 긴밀한 경제 및 상업 관계를 구축하고, 전략 및 안보 협력을 강화하며, 역사적 문화 및 이념적 연계를 강조하는 데 중점을 두었다. 인도는 무역, 투자 및 산업 발전을 위한 지역 시장을 창출하고 확대하려고 노력했다. 또한 중국의 경제 및 전략적 영향력 확대를 우려하는 국가들과 전략 및 군사 협력을 시작했다.

## 행동

### 동아시아 및 동남아시아와의 관계
수년 동안 전통적으로 버마의 민주화 운동을 지지했지만, 인도의 정책은 1993년에 변경되어 군사 정권에 우호적인 제스처를 취했다. 인도는 버마와 무역 협정을 체결하고 투자를 늘렸다. 비록 민간 부문 활동은 여전히 낮지만, 인도의 국영 기업들은 산업 프로젝트와 주요 도로 및 고속도로 건설, 파이프라인 및 항만 업그레이드를 위한 수익성 있는 계약을 따냈다. 인도는 또한 버마의 상당한 석유 및 천연가스 매장량을 활용하는 데 있어 중국과의 경쟁을 강화하여, 증가하는 국내 수요를 위한 주요하고 안정적인 에너지원을 확보하고, 버마 자원에 대한 중국의 독점을 견제하며, 석유가 풍부한 중동 국가에 대한 의존도를 줄이려고 노력했다. 중국이 버마의 최대 군사 공급국으로 남아 있지만, 인도는 버마 군사 인력을 훈련시키고 북동인도의 많은 지역에 영향을 미치는 분리주의 무장 세력과 심각한 마약 밀매를 억제하는 데 협력을 모색했다. 한편 중국은 라카인주의 A-1 슈웨 유전에서 2.88~3.56조 입방미터 이상의 천연가스를 활용하는 계약을 따냈으며, 버마 해안과 코코 제도를 따라 해군 및 감시 시설을 개발했다. 이는 인도에 큰 우려와 불안감을 불러일으켰고, 인도는 항만 개발, 에너지, 운송 및 군사 부문에 대한 투자를 늘렸다.
인도는 또한 필리핀, 싱가포르, 베트남 및 캄보디아와 강력한 상업, 문화 및 군사 관계를 구축했다. 인도는 스리랑카 및 태국과 자유 무역 협정을 체결하고 군사 협력도 강화했다. 인도는 말레이시아와의 포괄적 경제 협력 협정과 태국과의 조기 수확 제도를 포함하여 동아시아 경제권과 수많은 자유 무역 협정을 맺고 있으며, 일본, 대한민국, 그리고 ASEAN 회원국들과 협정을 협상 중이다. 대만, 일본, 대한민국과는 민주주의, 인권 및 전략적 이익에 대한 공통된 강조를 통해 관계가 강화되었다. 대한민국과 일본은 인도에 대한 주요 외국인 투자원 중 하나로 남아 있다.
인도는 "하나의 중국" 정책을 굳건히 지지하고 중화인민공화국의 본토에 대한 주권을 인정했지만, 대만 당국에 대해서는 그럼에도 불구하고 대만과의 관계 증진 정책을 추구했다. 인도는 테러 방지, 인도주의적 구호, 해적 방지, 해양 및 에너지 안보, 신뢰 구축 및 다른 강대국, 특히 중국의 영향력 균형에 대한 협력의 필요성에 의해 동아시아와의 관계를 강화했다. 인도 무역의 50% 이상이 믈라카 해협을 통과한다는 사실에 따라, 인도 해군은 안다만 니코바르 제도의 포트블레어 연안에 극동 해군 사령부를 설립했다. 인도는 또한 1993년부터 싱가포르 (SIMBEX)와, 2000년부터 베트남과 합동 해군 훈련을 실시했으며, 2002년부터 안다만해에서 인도네시아와 합동 순찰을 실시했다. 일본과 인도는 또한 2004년 인도양 쓰나미 구호 지역 핵심 그룹의 회원국이었으며, 호주와 미국도 함께 참여했다.

### 중국과의 관계
인도와 중국이 전략적 경쟁자로 남아 있지만, 인도의 "동방 정책"에는 중국과의 상당한 화해가 포함되었다. 1993년, 인도는 중국 지도자들과 고위급 회담을 시작하고 신뢰 구축 조치를 확립했다. 2006년, 중국과 인도는 1962년 전쟁 이후 처음으로 나투 라 고개를 국경 간 무역을 위해 개방했다. 2006년 11월 21일, 만모한 싱 인도 총리와 후진타오 중국 주석은 관계 개선과 오랜 갈등 해결을 위한 10개항 공동 선언을 발표했다. 중국과 인도의 무역은 매년 50%씩 증가하고 있으며, 인도와 중국 정부 및 산업 지도자들이 2010년 목표로 설정한 600억 달러에 도달할 예정이다. 그러나 중국의 파키스탄과의 긴밀한 관계, 인도의 시킴주 통합에 대한 회의론, 그리고 중국의 아루나찰프라데시주에 대한 영유권 주장은 양국 관계 개선을 위협해왔다. 인도가 현재 제14대 달라이 라마에게 정치적, 정신적 망명을 제공하는 것도 양국 관계에 일부 마찰을 일으킨다.
중국 국영 매체 논평가들은 인도의 동방 정책에 비판적이었다. 인민일보 사설은 동방 정책이 냉전 동안 인도가 자국의 이익을 위해 소련과 미국을 서로 대립시키려 했던 "실패에서 비롯된 것"이며, 일본과의 관계를 강화하여 중국과 일본에게도 똑같이 하려 해도 실패할 것이라고 논평했다. 중국망의 칼럼니스트는 동방 정책이 잘못된 "중국에 대한 두려움"에서 비롯된 것이며, "인민해방군의 전략적 야망에 대한 이해 부족"을 반영한다고 비판했다.

### 초국가적 조직 참여
인도는 메콩-강가 협력 및 BIMSTEC과 같은 다자간 조직을 발전시켜 환경, 경제 개발, 안보 및 전략 문제에 대한 광범위한 협력을 구축함으로써, 남아시아 지역 협력 연합에서 인도의 노력을 지연시켜 온 파키스탄과 중국의 긴장되고 방해적인 존재 없이 남아시아를 넘어 영향력을 확대할 수 있게 되었다. 인도는 1992년 ASEAN의 부문별 대화 파트너가 되었고, 1995년에는 자문 지위를 부여받았으며, 아시아 태평양 안보 협력 이사회 회원, 1996년 ASEAN 지역 포럼 회원, 2002년에는 정상회담 수준 파트너 (중국, 일본, 한국과 동등) 및 2002년 월드컵 참가국이 되었다. 제1차 인도-ASEAN 비즈니스 정상회담은 2002년 뉴델리에서 개최되었다. 인도는 또한 2003년 ASEAN의 동남아시아 우호협력조약에 가입했다.
많은 경우, 인도의 이러한 포럼 회원국 지위는 이 지역에서 증가하는 중국의 영향력을 균형 맞추려는 시도의 결과였다. 특히 일본은 중국이 지배적인 ASEAN+3 프로세스를 희석시키기 위해 인도를 ASEAN+6에 포함시켰고, 싱가포르와 인도네시아는 인도를 동아시아 정상회의에 포함시키는 데 중요한 역할을 했다. 미국과 일본은 또한 인도의 APEC 회원국 지위를 위해 로비를 했다. 수많은 인프라 프로젝트도 인도를 동아시아에 더 가깝게 연결하는 역할을 한다. 인도는 유엔 아시아 태평양 경제 사회 위원회와 아시안 하이웨이 네트워크 및 범아시아 철도 네트워크를 위한 태평양 이니셔티브에 참여하고 있다. 미얀마를 통해 인도의 아삼주와 중국의 윈난성을 연결하는 제2차 세계 대전 시대의 스틸웰 도로 재개통에 대한 논의도 진행 중이다.

### 연결성 프로젝트
깔라단 복합 운송 운수 프로젝트, 인도-미얀마-태국 삼각 고속도로 등과 같은 도로 및 무역 연결성 프로젝트가 동방 정책에 따라 추진되었다. 현재 이 프로젝트들은 진행 중이다.

## 평가
인도 외교 정책 학자인 레자울 카림 라스카르에 따르면, '동방 정책'은 동남아시아 및 태평양 국가들과 인도의 정치적, 경제적, 문화적 관계를 강화했으며, 인도가 이 지역의 새로운 경제 및 안보 구조의 중요한 부분이 되도록 보장했다. 남아시아 및 동아시아 국가들과의 상업은 인도 대외 무역의 거의 45%를 차지한다. 인도의 노력이 상당한 성공을 거두었지만, 인도는 이 지역 국가들과의 무역량 및 경제 관계에서 중국에 뒤쳐진다.

## 모디 행정부의 동방 행동 정책
하노이를 방문한 수시마 스와라지는 인도를 더 적극적인 지역적 위치에 놓기 위해 20여 년 된 인도의 동방 정책을 대체해야 한다고 주장하며 동방 행동 정책의 필요성을 강조했다. 모디 행정부는 인도가 1991년 동부 이웃 국가들과의 경제적 교류 증진에 중점을 둔 동방 정책에 따라 ASEAN 및 기타 동아시아 국가들과의 관계 개선에 더 집중할 것이라고 밝혔다. 이 정책은 전반적으로 이 지역 국가들, 특히 베트남과 일본과의 전략적 파트너십 및 안보 협력을 구축하는 도구가 되었다. 동방 정책이 소련 외의 동맹국을 구축하는 것을 목표로 했지만, 미얀마와 방글라데시와 같은 소규모 국경 국가들과의 동맹을 간과했다. 중국은 이 간과를 이용하여 미얀마 및 방글라데시와의 무역률을 인도보다 더 많이 증가시켰다.
동방 행동 정책은 아가르탈라-아카우라 철도 프로젝트(인도 북동부와 방글라데시를 연결하는 최초의 철도) 및 아시아 삼각 고속도로(인도 모레와 미얀마를 거쳐 태국을 연결하는 새로운 고속도로)와 같은 인프라 프로젝트를 도입했다. 이러한 동방 정책의 변경은 남중국해와 인도양에서 중국의 지배력에 맞서 필리핀, 말레이시아, 베트남과의 전략적 파트너십을 개선했다. 결과적으로 동방 행동 정책은 인도의 이전 비동맹 및 등거리 입장에서 벗어나 인프라 기반의 "소프트 파워"로 나아가는 움직임이다.

## 같이 보기
- 이웃 우선 정책 (동방 정책과 함께 남아시아 국가에 중점을 둔다)
- BIMSTEC
- ASEAN–인도 자유 무역 지대
- 자유롭고 열린 인도 태평양
- 태평양 아시아